# 姫ゆり子
姫 ゆり子（ひめ ゆりこ、1937年3月20日 - ）は、日本の女優。本名は松波 喬子。旧姓：上田。
旧満洲国のハルビン市出身。愛宕中学校卒業。松竹歌劇団出身。サン・プロモーションに所属していた。

## 人物・略歴
子供の時に満洲から引き揚げてきた。東京都港区の中学校を卒業し、松竹音楽舞踊学校に入学。1955年4月、松竹歌劇団（SKD）に戦後の第8期生として首席入団。同期に野添ひとみ、芦川いづみ、山鳩くるみらがいた。抜群の演技力で、特にコントでは観客との掛け合いトークにも才能を発揮し、文化庁芸術祭新人賞も受賞している。歌では、真城千都世らと歌って踊るボーカルチーム「スリーキャナリーズ」のメンバーとしても活躍した。
退団後も、舞台、映画、テレビドラマなどで活躍している。
1964年、一般人の男性と結婚。一男あり。

## 出演

### 映画
- ここに男あり（1959年、松竹）
- 若手三羽烏　女難旅行（1960年、松竹）
- 明日はいっぱいの果実（1960年、松竹）
- 禁男の砂　真夏の情事（1960年、松竹）
- 白い波濤（1960年、松竹）
- 大いなる愛の彼方に（1960年、松竹）
- 愛する（1961年、松竹）
- 東京さのさ娘（1962年、松竹）
- 色ぼけ欲ぼけ物語（1963年、松竹）
- 咲子さんちょっと（1963年、松竹）
- 虹をつかむ踊子（1963年、松竹）
- 春一番（1966年、松竹）
- まっぴら社員遊侠伝（1968年、松竹）
- ミニミニ突撃隊（1968年、松竹）
- 広域暴力 流血の縄張（1969年、日活）
- 祭りだお化けだ全員集合!!（1972年、松竹）
- 約束（1972年、松竹）
- 恋人岬（1977年、松竹）
- 雨のめぐり逢い（1977年、松竹）

### テレビドラマ
- 若い季節（1961年 - 1964年、NHK）
- 青年同心隊 第2話「同心隊とび出す」（1964年、TBS）- おかね
- 甲州遊侠伝 俺はども安（1965年、CX）
- 七人の刑事 第2シーズン（TBS）
  - 第191話「ある殺人」（1965年）
  - 第241話「遠い声」（1966年）
  - 第305話「張込み・この一時間」（1967年）
  - 第337話「夏がすぐ…」（1968年）
  - 第368話「完全なる結婚」（1969年）
- チャッカリ夫人とウッカリ夫人（1965年 - 1966年、TBS）
- 銭形平次（CX）
  - 第10話「女ごころ」（1966年） - お咲
  - 第298話「女房関白」（1972年）
- 愛妻くん 第14話「妻はなんでも知りたがる」（1966年、TBS）
- おれの番だ! 第19話「亭主関白」（1966年、TBS）
- 泣いてたまるか 第22話「月給43,200円」（1966年、TBS）
- 新婚さん 第15話「直滑降でぶっ飛ばせ」（1967年、TBS）
- 眠狂四郎（1967年、CX）
- 意地悪ばあさん（1967年 - 1969年、YTV）
- こりゃまた結構（1967年、TBS）
- みんな世のため 第2話「君もサムライになれる」（1967年、NET）
- 愛妻くんこんばんは 第3話「ジンクスが破れる時」（1967年、TBS）
- ケンチとすみれ（1967年 - 1968年、NHK）
- 風 第5話「脅迫者」（1967年、TBS）
- 三匹の侍 第5シリーズ 第10話「白疾風」（1967年、CX） - お京
- 大奥 第26話「愛のかたみ」（1968年、KTV）
- 色はにおえど 第8話「葉桜の周囲」（1968年、TBS）
- しまった! 第8話「家庭サービスは亭主の敵だ」（1968年、TBS）
- 大和魂くん（1968年、TBS）
- 泥棒育ちドロボーイ 第8話（1968年、NTV）
- 東芝日曜劇場 / セーターと花束（1969年、TBS）
- 怪奇大作戦 第24話「狂鬼人間」（1969年、TBS / 円谷プロ） - 美川冴子 ※欠番作品
- 土曜劇場 / きんらんどんす（1969年、CX）
- NHK劇場 / 暗い階段（1969年、NHK）
- ザ・ガードマン 第218話「サラリーマンは夜に勝負する」（1969年、TBS）
- Oh! それ見よ（1969年、TBS）
- ドラマ特集 / 風待ちの港（1970年、NHK）
- 恋人はLサイズ（1970年、CX）
- 遠山の金さん捕物帳（NET）
  - 第3話「鼠が愛した女」（1970年） - お豊
  - 第127話「尼になった男」（1972年）
- 素浪人 花山大吉 第76話「大金持ちほどケチだった」（1970年、NET） - おかつ
- 銀河ドラマ（NHK）
  - 風来先生（1971年） - 左近女医
  - どじょうの唄（1971年）
- 花王 愛の劇場
  - 第二の結婚（1971年、ABC）
  - 別れて生きる時も（1978年、TBS）
- わんぱく天使（1971年、NHK）
- 時間ですよ 第2シリーズ（1971年 - 1972年、TBS）- 杉山ミヨ子
- 人形佐七捕物帳 第17話「八つ目鰻」（1971年、NET） - お吉
- 姫君捕物控（1972年、NTV） - お熊
- まごころ（1973年、TBS）
- おさななじみ（1973年、TBS）
- 地獄の辰捕物控 第20話「憎しみの果てに朝が来る」（1973年、NET）
- へんしん!ポンポコ玉（1973年、TBS）
- ラブラブライバル（1973年 - 1974年、TBS） - 小沢武子
- 女・その愛のシリーズ / 野菊の墓（1973年、NET）
- 走れ!ケー100 第31話「人情機関車と新米刑事-新潟の巻-」（1973年、TBS）
- 夫婦日記 第11話「奥様ごめんなさい」（1973年、NTV）
- 大盗賊 第9話「同心を警護しろ!」（1974年、CX）
- 伝七捕物帳 第74話「嘘と真実は紙ひとえ」（1975年、NTV）
- 前略おふくろ様 第1シリーズ（1975年 - 1976年、NTV） - つる子（仲居）
- 大江戸捜査網（12ch→TX / 三船プロ）
  - 第243話「哀しみの子連れ唄」（1976年） - お藤
  - 新 大江戸捜査網 第4話「密会は殺しの誘い」（1984年） - おまき
- 女ひとり（1977年、CX）
- ライオン奥様劇場 / 妻であること（1977年、CX）
- 西遊記II 第8話「女だらけの化け猫騒動」（1979年、NTV） - 王妃
- 俺はあばれはっちゃく 第44話「危うしヘソクリ㋪作戦」（1979年、ANB） - 着物詐欺の女
- 新・江戸の旋風 第10話「簪は知っていた」（1980年、CX） - お政
- 大捜査線→大捜査線シリーズ 追跡（1980年、CX）
  - 第23話「誤認逮捕」
  - 第39話「わたしはあの人を見た」
- ザ・商社 第4回「日本の中の異邦人」（1980年、NHK）
- ザ・ハングマンシリーズ（ABC）
  - ザ・ハングマン - 辻夫人
    - 第5話「死体を喰うマンション」（1980年）
    - 第7話「亡者を呼ぶ金相場」（1980年）
    - 第10話「横領結婚」（1981年）
    - 第28話「強盗を飼う警部」（1981年）

  - 新ハングマン 第3話「ホテル腹上死を演出する始末屋」（1983年） - 大須賀夏代
- ウルトラマン80 第48話「死神山のスピードランナー」（1981年、TBS / 円谷プロ） - 辰己和枝
- 特捜最前線 （ANB）
  - 第219話「鉢植えを抱えた17才!」（1981年）
  - 第241話「歳末パトロールで逢った女!」（1981年）
  - 第411話「消えたニューナンブ38口径の謎!」（1985年）
  - 第491話「天使を乗せた紙ヒコーキ!」（1986年）
- 土曜ドラマ（NHK）
  - 横浜物語（1982年） - 竹森富代
  - 白き抗争（1983年、NHK）
- 太陽にほえろ! （NTV）
  - 第511話「爆発! ロッキー刑事」（1982年） - 光荘大家
  - 第528話「真夜中のラガー」（1982年） - 「ジェスパー」ママ
  - 第536話「死因」（1982年） - 島田由起子
  - 第549話「ボギーとマミー」（1983年） - アパート大家
  - 第572話「青い鳥」（1983年） - 柴田夫人
  - 第619話「犯人の顔」（1984年） - 大熊の娘
  - 第668話「絆」（1985年） - 富田みち子
  - 第696話「正面18度」（1986年） - 通行人の女性
- 同心暁蘭之介 第31話「殺人鬼に罠をかけろ」（1982年、CX）
- 立花登・青春手控え 第21話「影の中の女」（1982年、NHK）
- 斬り捨て御免! 第3シリーズ（1982年、TX）
  - 第8話「三万両の身代金に賭けた命」 - りき
  - 第15話「命の綱渡り 決心の十手持ち女房」 - おかね
- 月曜ドラマランド（CX）
  - ぐうたらママ（1983年）
  - てんてん娘（1984年）
- 女捜査官シリーズ（ABC）
  - 新・女捜査官 第12話「青年外科医の赤い殺意!!」（1983年）
  - 人妻捜査官 第4話「疑惑!?場外馬券売り場の女」（1984年）
- 火曜サスペンス劇場 / 松本清張の知られざる動機（1983年、NTV） - 竹中捜査課長の妻
- 土曜ワイド劇場 / 牟田刑事官事件ファイル 第1作「事件の眼 信濃路にいた女」（1983年、ANB）
- 月曜ワイド劇場 / 妻たちの反乱（1984年、ANB）
- ビートたけしの学問ノススメ 第3話「宿直ノ夜ハ怖イヨー」（1984年、TBS）
- 遠山の金さん 第122話「愛の墓場 二人の父をもつ悪女!」（1984年、ANB） - お浜
- 私鉄沿線97分署 第21話「チンピラ青春砂漠・ワン!」（1985年、ANB）
- 大河ドラマ / 春の波涛（1985年、NHK） - 幾松の女将
- 暴れん坊将軍II 第135話「散らすな、忠義の首一つ! 」（1985年、ANB） - 静
- ドラマ 女の四季「隣りの部屋の女」（1988年、TX）
- 隠密・奥の細道 第13話「最上川に泣く迷い姫」（1989年、TX）

### 舞台
- 木馬座ファミリー劇場「ヘンゼルとグレーテル」（1965年12月18日～29日、三越劇場） - 司会
- 秋のおどり 小熊の魔術師
- いとしのマダム・バタフライ
- 西瓜買買西瓜
- 春のおどり 恋の足音

### その他のテレビ番組
- ネコジャラ市の11人（NHK） - ミス・プリント
- スター千一夜（CX） - 複数回出演
- 一枚の写真（CX）
- ジェスチャー（NHK）
- クイズタイムショック（NET（現・EX））
- ぼくらのナニー (NHK)  日本語吹き替え ー ナニー(ジュリエット・ミルズ)

### オーディオドラマ
チップとデールのゆかいな仲間（1963年） -  デールの歌声